# Isisuf
Isisuf - Istituto Internazionale di Studi sul Futurismo è un'organizzazione con sede a Milano legata alla conservazione e alla promozione dell'arte del XX secolo e contemporanea. 

## La storia e i fondatori
Nell'anno 1959, anno commemorativo del primo cinquantenario della fondazione del Futurismo, i protagonisti del movimento: Giovanni Acquaviva, Cesare Andreoni, Carlo Belloli, Alessandro Bruschetti, Tullio Crali, Pino Masnata, Bruno Munari e Agnoldomenico Pica uniti ad uomini la cui cultura e il gusto traggono diretta filiazione dall'indirizzo creato da Filippo Tommaso Marinetti, vogliono dare corpo ad una fondazione permanente di studi su questa estetica. Si viene dunque a realizzare una iniziativa che il capo del movimento già negli anni 1938/1940 auspicò necessaria per la conservazione metodica e sistematica di una documentazione e di monumenta che avrebbero potuto costituire avallo storico di primati avveniristici così facilmente contestabili e confondibili nella contemporanea situazione di decadenza dei costumi che coinvolge la società italiana.
”2 dicembre 1944, Filippo Tommaso Marinetti muore a Bellagio. Noi Futuristi in una riunione fatta a Milano, nella mia casa, il 1º marzo 1950, dichiariamo chiuso il Futurismo perché nessun o ne possa sfruttare il nome limitandone o rovinandone l'importanza. Si progetta un Istituto Internazionale di Studi sul Futurismo sotto la Presidenza onoraria di Benedetta Marinetti.” Pino Masnata, Poesia Visiva, Bulzoni Editore, Roma, 1984, pg. 192
A partire dal 1959 è costituita l'Associazione Culturale internazionale, per la documentazione e la raccolta dell'opera futurista con finalità culturali, artistiche, tecniche e scientifiche, denominata "Isisuf - Istituto Internazionale di Studi sul Futurismo"Fondazione F.T. Marinetti per la documentazione e la raccolta dell'opera futurista, come libera Associazione di fatto, apatica e apolitica, con durata illimitata nel tempo e senza scopo di lucro, regolata a norma del Titolo I Cap. III, art. 36 e segg. del codice civile.

## La sede
Dal 1980, la sede principale dell'Istituto è ospitata in un palazzo dei primi anni del Novecento nel centro di Milano. La sede comprende gli spazi espositivi, la biblioteca e gli uffici. Nel 2005 viene ulteriormente ampliata su progetto di A-Septica A-rch, creando uno spazio espositivo sviluppato su tre livelli che danno vita ad un'ampia superficie allestitiva. Nella propria sede l'Istituto organizza periodicamente mostre di arte moderna e contemporanea, conferenze, dibattiti e presentazioni di libri.

## L'Istituto oggi
Oggi Isisuf - Istituto Internazionale di Studi sul Futurismo è un'organizzazione internazionale che, basandosi sulle proprie radici, anticipa e segue i principali micro-movimenti dell'arte contemporanea. Isisuf, nel panorama degli spazi dedicati all'Arte, si inserisce come terreno di scambio e piattaforma di energie artistiche. L'obiettivo è sviluppare progetti d'avanguardia non solo strettamente connessi all'arte, ma tenendo conto di intersezioni e suggerimenti provenienti dal mondo dell'Architettura, del Design, della Musica, del Cinema e della Moda includendo anche le visioni dei più avanzati scenari digitali. Dal 2011 Isisuf fa parte della Rete dei Giacimenti del Triennale Design Museum di Milano.
Isisuf ha in parte ridefinito la propria missione che ora prevede la promozione dell'arte contemporanea, intesa come fattore di sperimentazione e sviluppo di neo-avanguardie. Isisuf. attraverso il potenziamento della propria collezione d'arte contemporanea, si pone al servizio di diversi musei le proprie potenzialità, per accrescerne l'offerta espositiva e promuovere e divulgare l'arte contemporanea a un pubblico sempre più vasto; grazie a progetti di sistema nei settori di Educazione, Formazione, Promozione e Fruizione dell'arte contemporanea.
Dal 2005, Isisuf collabora con importanti fondazioni, istituzioni e gallerie brasiliane (fra i quali: Centro Cultural Banco do Brasil di Rio, Centro Cultural Banco do Brasil di San Paolo, IMS Instituto Moreira Salles, MAM Rio e MAM San Paolo), ideando e realizzando esposizioni d'arte tra il Moderno e il Contemporaneo. Accanto a queste attività Isisuf gestisce e promuove l'archivio di una rilevante scultrice della storia dell'arte Brasiliana del XX secolo: Mary Vieira, la prima scultrice brasiliana a vincere la Biennale di San Paolo nel 1952.
Isisuf, esplorando la dimensione degli scenari artistici brasiliani, intende proporre, specialmente in Italia, autori e opere già affermati internazionalmente. L'indipendenza estetica del Brasile, la sua capacità di creare progetti che mirano ad esaltare l'interazione sociale del pubblico e il forte senso dello spazio distinguono questo paese storicamente unico all'interno dei territori artistici dell'intera America Latina.

## Gli scopi e le attività
L'Associazione senza scopo di lucro Isisuf, a partire dal 1980, persegue i seguenti scopi:
- di ampliare la conoscenza della cultura artistica contemporanea e letteraria in genere, attraverso contatti fra persone, enti ed associazioni;
- di allargare gli orizzonti gnoseologici di scrittori, giornalisti, curatori, ricercatori e critici in campo artistico affinché sappiano trasmettere l'amore per la cultura artistica come un bene per la persona ed un valore sociale;
- di proporsi come luogo di incontro e di aggregazione nel nome di interessi culturali assolvendo alla funzione sociale di maturazione e crescita umana e civile, attraverso l'ideale dell'Arte;
- di raccogliere e documentare l'opera e l'estetica futurista (che articolò la sua applicazione a tutte le arti) e la teorica generale dell'indirizzo di pensiero facente capo al movimento omonimo. Questo con il fine di poter porre al servizio degli studiosi e degli artisti di tutto il mondo un centro archivistico di documentazione e informazione bibliografica, emerografica, iconografica, regestografica e quanto altro in sede di ricerca scientifica verrà richiesto sul movimento futurista;
- di garantire, anche attraverso i suoi corrispondenti in Italia e all'estero, un coordinamento ed una sistematica di attività e di azione in chiave nazionale ed internazionale.
- di organicamente e metodicamente svolgere quella opera di documentazione, raccolta e conservazione del materiale legato all'attività futurista, opera resasi necessaria ed urgente per una estetica, la cui validità e possibilità di suggestione internazionale, oggi più di ieri, risulta seriamente compromessa da dimenticanze, inesattezze, generiche esegesi delle teoriche e superficiale esame delle fonti;
- di intendere il movimento futurista come il più chiaro contributo formatosi nell'epoca presente, per una civile consapevolezza di libertà e universalità sociali in ineluttabile formazione;

## La biblioteca
La biblioteca dell'Istituto, composta da circa 5000 volumi, è divisa in cinque sezioni, quella principale è dedicata al Futurismo e alle Avanguardie del Novecento, le altre ad architettura, poesia d'avanguardia, scultura e critica d'arte.
Isisuf, oltre agli archivi dell'opera Futurista, gestisce gli archivi personali del critico d'arte e poeta visuale Carlo Belloli e dell'artista brasiliana Mary Vieira, nonché un archivio fotografico contenente migliaia di immagini della scena artistica italiana degli anni '60 e ‘70.

## Gli archivi
La collezione dell'Istituto comprende opere che spaziano dal Futurismo a tutti i maggiori protagonisti dell'arte del Novecento con particolare attenzione a movimenti come Costruttivismo, Arte Concreta, Arte Programmata, Arte Cinetica e Optical.
Tra gli artisti presenti nella collezione ricordiamo: Filippo Tommaso Marinetti, Giacomo Balla, Umberto Boccioni, Sonia e Robert Delaunay, Fortunato Depero, Nicolaj Diulgeroff, Pavel Mansurov, Mario Radice, Atanasio Soldati, Victor Vasarely, Georges Vantongerloo.
Una sezione dedicata all'architettura e al design del novecento comprende opere, disegni e oggetti di Alvar Aalto, Bauhaus Archive, Osvaldo Borsani, Joe Colombo, Hans Gugelot, Wilhelm Kienzle, Enzo Mari, Carlo Mollino, Bruno Munari, Oscar Niemeyer, Marcello Nizzoli, Isamu Noguchi, Alberto Sartoris, Ettore Sottsass, Marco Zanuso. Isisuf cura e gestisce inoltre le collezioni private di Carlo Belloli, Mary Vieira e fondi di collezionisti esterni.